# Klokkarvik
Klokkarvik est un village de la municipalité d'Øygarden dans le comté de Vestland, en Norvège.

## Géographie
Le village est situé dans la partie sud-est de l'île de Sotra, à environ 40 minutes de la ville de Bergen. Il se trouve le long de la côte de Sotra, au confluent du Raunefjorden, du Fanafjorden (en) et du Korsfjorden. Les îles de Lerøyna et de Bjelkarøy se trouvent juste à l'est au large de Klokkarvik. 
Le village occupe 0,67 kilomètre carré et a une population (2019) de 731 habitants, soit une densité de population de 1 091 habitants par kilomètre carré. 
L'église de Sund est située à Klokkarvik.